# Île barrière

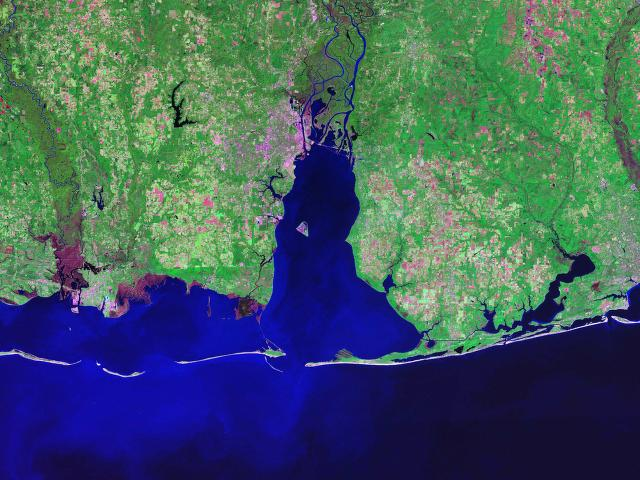
Exemple d'îles-barrières : baie de Mobile et détroit du Mississippi.

Une île barrière est un type de formation géologique côtière consistant en une ou plusieurs longues îles étroites et parallèles aux côtes. Le bras de mer se trouvant entre les deux forme ainsi une lagune. Elles sont en évolution constante, façonnées par les tempêtes et autres actions de mer, mais permettent absorber l'énergie des vagues, de protéger les côtes et de créer des zones protégées où les milieux humides peuvent prospérer. 
La chaîne d'îles peut se prolonger sans interruption pendant plus d'une centaine de kilomètres avec des graux  permettant l'entrée de la marée dans la lagune. La longueur et la largeur des barrières, ainsi que leur morphologie, sont liées à l'amplitude des marées, l'énergie des vagues, l'apport de sédiments, l'évolution du niveau de la mer et la forme du fond marin.
Les chaînes d'îles de barrière couvrent environ treize pour cent des côtes du monde entier. Ces endroits ayant des caractéristiques différentes, cela suggère qu'elles peuvent se former et être maintenues dans une variété importante des paramètres environnementaux.

## Composantes
Avant-plage
L'avant-plage est un prolongement en mer de la plage, constamment immergé. Il se divise en parties basses, moyennes et hautes. La première est formée de sables fins avec de la boue et du limon et le sédiment devient de plus en plus fin en plongeant dans l'océan. L'effet des vagues y est faible en raison de la profondeur. La bioturbation est commune et de nombreux fossiles peuvent y être trouvés.
La partie moyenne est située dans l'étage infralittoral supérieure qui est fortement influencée par l'action des vagues. La taille des grains de sable est moyenne avec des fragments de coquillages. Comme l'action des vagues est plus important, la bioturbation est peu probable.
La partie haute est constamment affectée par l'action des vagues, ce qui produit de structures sédimentaires en arêtes avec l'écoulement constant différentes des vagues et du sable grossier.
Estran
L'estran est la zone entre les marées hautes et basses. Comme l'avant-plage supérieur, il est constamment affecté par l'action des vagues ce qui donne une configuration croisée des sables sables grossiers répartis par taille.
Arrière-plage
L'arrière-plage est toujours au-dessus du point de niveau d'eau le plus élevé. La berme se trouve également ici et marque la frontière entre l'estran et l'arrière-plage. Le vent est le facteur important ici, pas l'eau. Pendant de fortes tempêtes de hautes vagues et le vent peuvent éroder et déplacer les sédiments de l'arrière-plage.
Dunes
Les dunes littorales sont typiques d'une île barrière et sont situées en haut de l'arrière-plage. Elles ont les caractéristiques des dunes typiques formées par l'action du vent mais sont le plus souvent recouvertes  végétation côtière et de bioturbation marin.
Lagune et replat de marée
Du côté de la lagune existe une stratification de replat de marée, une bande littorale vaseuse molle et peu colonisée par la végétation de l'estran, couverte par les marées ordinaires. Les lagunes étant plus calmes peuvent devenir l'hôte d'un environnement anaérobique.

## Formation
Les scientifiques ont proposé de nombreuses explications pour la formation d'îles barrières. Les trois mécanismes principaux sont : 
- La formation de barres au large des côtes : suggérée en 1845 par Léonce Élie de Beaumont, elle propose que l'action des vagues en eau peu profonde brasse le sable et le dépose sous la forme d'une banc de sable de sous-marin à l'endroit où elles se brisent et perdent beaucoup de leur énergie. Les barres se développent par couches successives et passent graduellement au-dessus du niveau de la mer ;
- L'accrétion : proposée par le géologue américain Grove Karl Gilbert en 1885, soutient que des sédiments provenant de sources littorales se déplacent parallèlement à ce dernier sous l'action des vagues et construisent un cordon littoral coupé en îles sous l'action de tempête occasionnelles ;
- La submersion marine : proposé par William John McGee en 1890, est la séparation de crêtes côtières du continent par l'envahissement successif, et le sapement du terrain situé entre les deux, lors de tempêtes.

Aucun de ceux-ci ne peut cependant expliquer le développement de toutes les îles barrière à travers le monde et d'autres mécanismes sont envisageables. Quoi qu'il en soit, les systèmes insulaires de barrière se développent le plus facilement sur les côtes dominées avec un marnage faible, soit de 0 à 2 mètres. Les îles sont alors bien développées et presque continues. Elles sont moins communes le long des côtes à marnage allant jusqu'à 4 mètres et y sont généralement de courte durée de vie et très discontinues. Les îles barrières sont très rares avec des marnages plus forts. 
Un second paramètre est une faible pente du fond marin afin de permettre l'accumulation d'un banc de sable. Un approvisionnement abondant de sédiments est également une exigence pour la formation de l'île de barrière. La dernière exigence majeure est un niveau de la mer stable. Il est particulièrement important pour le niveau de la mer reste relativement stable pendant la formation de l'île barrière et sa croissance. Si les changements de niveau de la mer sont trop drastiques, le temps sera insuffisant pour que l'action des vagues accumule du sable dans la dune qui finira par devenir une l'île par aggradation.